# 文化街道 (丽江市)
文化街道是中华人民共和国云南省丽江市古城区下辖的一个街道办事处。
2013年10月20日，云南省人民政府批复同意撤销金山白族乡；2013年12月23日，丽江市人民政府批复同意设立金山、开南、文化三个街道。

## 行政区划
文化街道下辖以下村级行政区划单位：
文化村、岩乐村、东江村和拉马古村。